# Gennadi Alexandrowitsch Nischegorodow
Gennadi Alexandrowitsch Nischegorodow (russisch Геннадий Александрович Нижегородов; * 7. Juni 1977 in Odessa) ist ein ehemaliger russisch-ukrainischer Fußballspieler und nunmehriger -trainer.

## Karriere

### Als Spieler

#### Verein
Nischegorodow begann seine Karriere in seiner Heimatstadt bei Tschornomorez Odessa. Zur Saison 1993 wechselte er nach Russland zum Drittligisten Wolgar-Gasprom Astrachan. Mit Astrachan stieg er am Ende der Saison 1993 in die vierte Liga ab. 1994 schaffte er mit dem Klub den direkten Wiederaufstieg. Zur Saison 1996 wechselte er zum Erstligisten Lokomotive Nischni Nowgorod. Dort gab er im Mai 1996 gegen Spartak Moskau sein Debüt in der Premjer-Liga. In seiner ersten Erstligaspielzeit kam er zu fünf Einsätzen für Lok. In der Saison 1997 absolvierte er 24 Partien in der höchsten Spielklasse, aus der er mit Nischni Nowgorod zu Saisonende als Tabellenletzter aber absteigen musste. In Folge kam er dann in der Saison 1998 zu 37 Einsätzen in der Perwenstwo FNL. Mit Lok NN stieg er zu Saisonende direkt wieder ins Oberhaus auf. In der Saison 1999 spielte er 24 Mal in der Premjer-Liga.
Zur Saison 2000 wechselte Nischegorodow innerhalb der Liga zu Lokomotive Moskau. In seiner ersten Spielzeit in der Hauptstadt kam er zu 26 Einsätzen in der Premjer-Liga. In der folgenden Saison qualifizierte er sich mit den Moskauern für die UEFA Champions League und debütierte dann im Oktober 2001 gegen den RSC Anderlecht in der Königsklasse. In der Premjer-Liga kam er in der Saison 2001 zu 21 Einsätzen. In der Saison 2002 wurde er mit Lok erstmals russischer Meister, in der Meistersaison kam er zu 29 Einsätzen. In der Saison 2003 spielte er 26 Mal. In der Saison 2004 wurde er ein zweites Mal Meister mit den Moskauern, diesmal kam er zu 21 Einsätzen.
Zur Saison 2005 wechselte der Verteidiger zum Ligakonkurrenten Terek Grosny. Für die Tschetschenen absolvierte er 14 Partien in Russlands höchster Spielklasse, aus der er mit Terek aber zu Saisonende abstieg. Nischegorodow blieb aber erstklassig, denn er schloss sich zur Saison 2006 Schinnik Jaroslawl an. Nach acht Einsätzen in Jaroslawl kehrte er im Juli 2006 zu seinem Heimatverein Tschornomorez in die Ukraine zurück. Für Odessa spielte er 70 Mal in der Premjer-Liha, ehe er den Verein im Januar 2009 wieder verließ. Nach einem halben Jahr ohne Verein wechselte er im August 2009 zum österreichischen Zweitligisten SCR Altach. In Altach kam er zu zehn Einsätzen in der 2. Liga, ehe Nischegorodow nach der Saison 2009/10 seine Karriere beendete.

#### Nationalmannschaft
Nischegorodow spielte zwischen Oktober 1998 und November 1999 elfmal im russischen U-21-Team. Im Mai 2000 debütierte er in einem Testspiel gegen die Slowakei im A-Nationalteam. Bis zu seinem letzten Einsatz im April 2003 spielte er neunmal für die Nationalmannschaft.

### Als Trainer
Nischegorodow trainierte nach seinem Karriere ab 2012 bei seinem Heimatverein Tschornomorez Odessa. Dort war er Trainer in der Jugend oder auch in der Reserve.

## Persönliches
Sein Sohn Konstantin ist ebenfalls Fußballspieler. Sein Schwager Ilja Zymbalar († 2013) war ebenfalls ein aus Odessa stammender russischer Nationalspieler. Dessen Sohn Oleh, Gennadis Neffe, war auch Fußballspieler.